# Новый народный фронт
Новый народный фронт (фр. Nouveau Front populaire) — избирательный блок французских левых политических партий, созданный в июне 2024 года для участия во внеочередных парламентских выборах в противовес ультраправому «Национальному объединению» и либеральной пропрезидентской коалиции «Вместе». Пришёл на смену предыдущей левой коалиции Новый народный экологический и социальный союз, фактически прекратившей существование к концу 2023 года. На выборах 2024 года одержал победу, проведя более 180 депутатов в Национальное собрание Франции (193, если считать связанных с Новым народным фронтом кандидатов от регионалистских и других партий).

## История
9 июня 2024 года во Франции состоялись выборы в Европейский парламент, на которых убедительную победу одержала ультраправая партия «Национальное объединение». В результате победы ультраправых президент Эммануэль Макрон распустил Национальное собрание и назначил внеочередные парламентские выборы на конец июня.
Реагируя на роспуск парламента, леворадикальный политик Франсуа Рюффен призвал к создании коалиции левый партий, участвовавших в выборах в Европарламент по отдельности. Рюффена поддержали руководители Французской коммунистической партии (Фабьен Руссель), «Экологисты» (Марин Тонделье) и Социалистической партии (Оливье Фор).
Параллельно 350 политических деятелей и интеллектуалов, в том числе Эстер Дюфло и Анни Эрно, лауреаты Нобелевской премии по экономике и литературе соответственно, подписали колонку в Le Monde, призывающую к созданию союза левых сил, чтобы противостоять «катастрофам нашего времени». За этим последовал призыв пяти национальных профсоюзов (Всеобщая конфедерация труда, Французская демократическая конфедерация труда, Национальный союз автономных профсоюзов, Унитарная профсоюзная федерация и Solidaires / SUD) к «Народному фронту» против ультраправой угрозы.
В состав Фронта в общей сложности вошли бывшие члены «Нового народного экологического и социального союза» и ряда других левый партий и организаций. Помимо всех ключевых французских партий левее центра (Социалистической, Коммунистической, Новая антикапиталистической, «Непокорённой Франции», «Экологистов», «Génération.s», «Общественного места», «Республиканской и социалистической левой»), Фронт поддержали ряд ведущих профсоюзов и других общественных объединений.
Вечером 10 июня 2024 года было объявлено о создании Нового народного фронта в противовес ультраправым и неолиберальному президентскому большинству. Название коалиции отсылает к «старому» Народному фронту 1930-х годов.
По результатам второго тура парламентских выборов, Новый народный фронт лидировал получая 182 депутата (193, если считать также связанных депутатов).
23 июля коалиция согласовала кандидатуру на пост премьер-министра: Люси Кастетс. Эмманюэль Макрон в тот же день, отвечая на вопрос о премьер-министре, отверг идею назначения кандидата от левых сил. Кастетс в ответ призвала президента республики «взять на себя его обязанности и назначить меня премьер-министром», а также подтвердила, что коалиция между левыми и президентским лагерем невозможна из-за глубоких разногласий.

## Программа

Первый логотип, предложеный Руффеном

Новый народный фронт выступает за отмену статьи 49 Конституции Франции, позволяющей правительству принимать законопроекты без одобрения Национального собрания, поддерживает введение пропорциональной системы и предлагает созыв конституционной ассамблеи для разработки новой конституции и провозглашение «Шестой республики».
Новый народный фронт выступает за отмену пенсионной реформы 2023 года и снижение пенсионного возраста до 60 лет. Также фронт выступает за замораживание цен на предметы и товары первой необходимости, введение менструального отпуска, повышение минимальной заработной платы на 14 % (до 1600 евро) и возвращение «налога на богатство», отменённого Макроном в 2017 году, плюс введение нового налога на сверхприбыль.
Во внешней политике Новый народный фронт поддерживает предоставление помощи Украине, в том числе военной, а также списание её внешнего долга и конфискацию активов российских олигархов во Франции. Фронт поддерживает дипломатическое признание Государства Палестина и введение эмбарго на поставки оружия для Израиля.

## Кандидаты

Разбивка кандидатов от Нового народного фронта по партиям, которые они представляют

## Состав
| Партия                                | Партия                                           | Аббр.  | Идеология                                                                                    | Лидер(-ы)                               |
| ------------------------------------- | ------------------------------------------------ | ------ | -------------------------------------------------------------------------------------------- | --------------------------------------- |
| «Непокорённая Франция» и её союзники  |                                                  |        |                                                                                              |                                         |
|                                       | «Непокорённая Франция»                           | LFI    | Демократический социализм, энвайронментализм, левый популизм, евроскептицизм                 | Жан-Люк Меланшон, Мануэль Бомпар        |
|                                       | Левая партия                                     | PG     | Демократический социализм, энвайронментализм, левый популизм                                 | Эрик Кокрель, Даниель Симонне           |
|                                       | «Вместе!»                                        | E!     | Экосоциализм, демократический социализм, троцкизм, антикапитализм                            | Центральный комитет                     |
|                                       | «Пикардийское стояние»                           | PD     | Левый популизм, антикапитализм, регионализм                                                  | Франсуа Руффен                          |
|                                       | «Экологическая революция»                        | REV    | Глубинная экология, зелёная политика, энвайронментализм, пацифизм, веганизм                  | Эмерик Карон                            |
|                                       | Независимая рабочая партия                       | POI    | Коммунизм, марксизм, троцкизм                                                                | Центральный комитет                     |
|                                       | «Экосоциалистические левые»                      | GES    | Экосоциализм, троцкизм, антикапитализм                                                       | Коллективное руководство                |
|                                       | «За народную и социальную экологию»              | PEPS   | Экосоциализм, антикапитализм                                                                 | Коллективное руководство                |
|                                       | Демократические и социальные левые               | RÉ974  | Демократический социализм                                                                    | Жерар Филош                             |
|                                       | Péyi-A                                           | RÉ974  | Левый национализм (независимость Мартиники)                                                  | Жан-Филипп Нилор, Марселлин Надо        |
|                                       | Rézistans Égalité 974                            | RÉ974  | Демократический социализм, регионализм                                                       | Жан-Юг Ратенон                          |
| Зелёные (Экологисты и союзники)       |                                                  |        |                                                                                              |                                         |
|                                       | Экологисты                                       | EELV   | Зелёная политика, умеренный экосоциализм, альтерглобализм, европейский федерализм            | Марин Тонделье                          |
|                                       | «Génération.s»                                   | G.s    | Демократический социализм, экосоциализм, энвайронментализм, проевропеизм                     | Бенуа Амон                              |
|                                       | Экологическое поколение                          | GÉ     | Зелёная политика, интегральная экология, экофеминизм                                         | Дельфин Бато                            |
|                                       | Эльзасская альтернатива                          | AA     | Демократический социализм, регионализм                                                       | коллективное руководство                |
|                                       | Heiura-Les Verts                                 |        | Зелёная политика, полинезийский регионализм                                                  | Джеки Браян                             |
| Социалистическая партия и её союзники |                                                  |        |                                                                                              |                                         |
|                                       | Социалистическая партия                          | PS     | Социал-демократия, реформизм, социал-либерализм, проевропеизм, левоцентризм                  | Оливье Фор                              |
|                                       | «Общественное место»                             | PP     | Социал-демократия, левоцентризм, проевропеизм, энвайронментализм                             | Рафаэль Глюксманн                       |
|                                       | Paris en Commun                                  | PeC    | Социал-демократия, регионализм                                                               | Анн Идальго                             |
|                                       | Гваделупская прогрессивно-демократическая партия | PPDG   | Демократический социализм, автономизм, постмарксизм                                          | Жак Бангу                               |
|                                       | Гвианская социалистическая партия                | PSG    | Демократический социализм, автономизм                                                        | Антуан Карам                            |
|                                       | Мартиникская прогрессивная партия                | PPM    | Демократический социализм, автономизм                                                        | Серж Лечими                             |
|                                       | Построить страну Мартиника                       | BPM    | Левый национализм (независимость Мартиники)                                                  | Пьер Само                               |
|                                       | Франсуаское народное движение                    | MPF    | Автономия Мартиники                                                                          | Морис Антисте                           |
|                                       | Le Progrès                                       | LP     | Социал-демократия, регионализм                                                               | Патрик Лебретон                         |
| Коммунистическая партия и её союзники |                                                  |        |                                                                                              |                                         |
|                                       | Французская коммунистическая партия              | PCF    | Еврокоммунизм, демократический социализм                                                     | Фабьен Руссель                          |
|                                       | «Республиканская и социалистическая левая»       | GRS    | Демократический социализм, экосоциализм                                                      | Эмманюэль Морель                        |
|                                       | Левые радикалы                                   | LRDG   | Левоцентризм                                                                                 | Стефан Сен-Андре, Изабель Амальо-Терисс |
|                                       | L’Engagement                                     | L’E    | Социализм                                                                                    | Арно Монтебур                           |
|                                       | Республиканское и гражданское движение           | MRC    | Левый голлизм, евроскептицизм, суверенизм                                                    | Жан-Люк Лоран                           |
|                                       | «Республика и социализм»                         | MRC    | Левый голлизм, суверенизм                                                                    | Люсьен Жальямион                        |
|                                       | «За Реюньон»                                     | PLR    | Демократический социализм, постмарксизм, регионализм                                         | Югетт Белло                             |
|                                       | Коммунистическая партия Реюньона                 | PCR    | Коммунизм, регионализм                                                                       | Эли Оаро                                |
|                                       | Гваделупская коммунистическая партия             | PCG    | Коммунизм, автономизм                                                                        | Алан-Феликс Флемен                      |
|                                       | Мартиникская коммунистическая партия             | MCP    | Коммунизм, автономизм                                                                        | Жорж Эришо                              |
|                                       | Мартиникское движение за независимость           | MIM    | Левый национализм (независимость Мартиники)                                                  | Альфред Мари-Жан                        |
|                                       | Мартиникское демократическое объединение         | RDM    | Социал-демократия, автономизм                                                                | Клод Лизе                               |
|                                       | Tavini huiraatira                                | FLP    | Демократический социализм, социал-демократия, прогрессивизм                                  | Оскар Темару                            |
| Остальные партии                      |                                                  |        |                                                                                              |                                         |
|                                       | Новая антикапиталистическая партия               | NPA    | Антикапитализм, марксизм, троцкизм, альтерглобализм, социалистический феминизм, экосоциализм | Центральный комитет                     |
|                                       | «Новый курс»                                     | ND     | Социальный либерализм, прогрессивизм, кейнсианство, европейская интеграция                   | Жиль Понтлевуа, Алин Муке               |
|                                       | Движение прогрессистов                           | MdP    | Прогрессивизм                                                                                | Франсуа Бешо                            |
|                                       | Пиратская партия                                 | PP     | Пиратская политика                                                                           | Коллективное руководство                |
|                                       | Валвари                                          |        | Демократический социализм, социал-демократия, автономизм                                     | Кристиан Тобира                         |
|                                       | Демократический бретонский союз                  | UDB    | Левый национализм (бретонский регионализм)                                                   |                                         |
|                                       | Euskal Herria Bai                                | EH Bai | Баскский левый национализм                                                                   |                                         |
|                                       | A Manca                                          | AM     | Корсиканский левый национализм                                                               |                                         |

## Галерея
Примеры агитации Нового народного фронта, стилизованной под Народный фронт 1930-х